# Quercus glaucescens
Quercus glaucescens är en bokväxtart som beskrevs av Aimé Bonpland. Quercus glaucescens ingår i släktet ekar, och familjen bokväxter. Inga underarter finns listade.